# 분청사기 상감어문 매병
분청사기 상감어문 매병(粉靑沙器 象嵌魚文 梅甁)은 상감기법을 써서 물고기 무늬를 새긴, 15세기 조선의 분청사기 매병(梅甁, 아가리가 좁고 어깨가 넓으며 밑은 홀쭉하게 빠진 병)이다. 각지고 작게 마무리된 입과 어깨에서 벌어졌다 S자 곡선을 이루며 세워졌으며 고려 매병의 전통을 이었다. 1963년 1월 21일 대한민국의 보물 제347호로 지정되었다.

## 개요
분청사기 상감어문 매병(粉靑沙器 象嵌魚文 梅甁)은 조선 전기에 제작된 청자 매병으로 높이 30.0cm, 아가리 지름 4.6cm, 밑지름10.4cm이다.
고려 때 유행하던 매병은 조선시대 백자에서는 전혀 찾아 볼 수 없고, 분청사기로 그 맥이 이어지는데, 이 청자도 분청사기로 옮겨가는 과도기적 모습을 보여주고 있다.
아가리가 도톰하여 청자 전성기 때 모습을 하고 있으나, 문양이 복잡하고 구슬무늬와 변형된 구름, 연꽃무늬 등 분청사기에서 볼 수 있는 문양들이 사용되었다.
몸통의 4면에는 구슬무늬와 2겹으로 동심원을 그렸고, 그 안에 2마리의 물고기를 각각 흑백상감하고 물결을 흑상감으로 처리했다. 동심원 밖으로는 점을 가득 찍어 채웠다. 위쪽으로 4곳에는 흑백상감으로 나는 학을, 허리 부위에는 꽃과 풀을 추상화하고, 그 아래 연꽃을 그렸다.
병 아가리 둘레에는 흑백상감으로 꽃잎을 간략하게 표현했고, 그 아래에는 덩굴로 띠를 둘렀다. 담청색을 띤 청자 유액에 가까운 유약을 사용하여 유약에서도 과도기적 모습을 볼 수 있다.

## 특징
문양은 몸통 4곳에 이중 원을 그리고, 그 안에 물고기 두 마리씩을 흑백 상감하였으며, 나머지 부분은 운점문과 상부 네 곳에 학을 배치하여 운학문의 퇴화된 양식임을 뒷받침 해주고 있다. 저부에는 복연판문이 장식되어 있으며, 어깨 부분에도 간략하게 표현한 꽃잎 문양대를 돌리고 당초문대까지 돌려 다양한 장식성을 보여주고 있다. 유색은 회청색을 띠며, 광택이 나있다. 15세기 전반 고려 매병 양식에서 조선 매병으로 변화되는 과정의 형태와 유색, 퇴화된 운학문과 새로운 물고기 무늬의 등장 등을 보여주는 작품이다.

## 갤러리

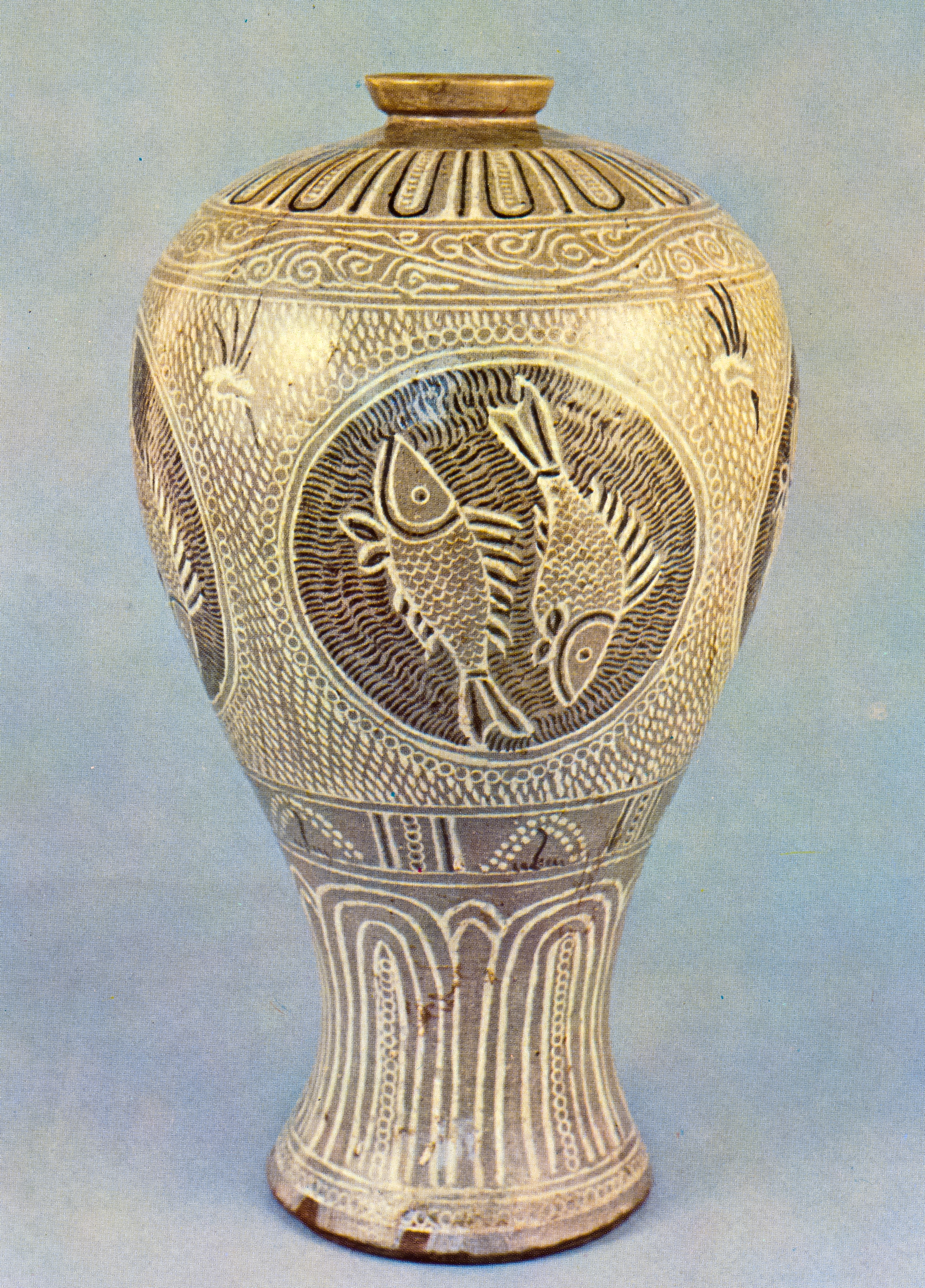

## 참고 문헌
- 분청사기 상감어문 매병 - 국가유산청 국가유산포털
- 본 문서에는 서울특별시에서 지식공유 프로젝트를 통해 퍼블릭 도메인으로 공개한 저작물을 기초로 작성된 내용이 포함되어 있습니다.